# Born Again (альбом Warrant)
Born Again — седьмой студийный альбом американской хард-рок-группы Warrant, выпущенный 27 июня 2006 года.

## Об альбоме
Born Again первый и последний альбом группы, на котором поёт бывший вокалист Black N' Blue Джейми Сэйнт Джеймс, заменивший Джени Лэйна в 2004 году. Лэйн покинул группу из-за личных и деловых разногласий, и Born Again стал первым альбомом Warrant с другим вокалистом. Однако, на альбоме играют двое участников золотого состава, гитарист Джоуи Аллен и барабанщик Стивен Свит, вернувшихся в 2004 году.
Альбом спродюсирован известным продюсером и звукоинженером Пэт Риган, на чьём счету работа с Kiss, Deep Purple, Mr. Big и L.A. Guns.
Песня «Bourbon County Line» была выпущена в качестве первого сингла с альбома, вторым синглом стала песня «Dirty Jack».

## Отзывы
Альбом получил по большей части положительные отзывы критиков, которые похвалили группу за возвращение к традиционному хард-року. Hard Rock Hideout назвал Born Again лучшим альбомом Warrant со времён Dog Eat Dog, и добавил, что атмосфера альбома звучит как в самом рассвете группы. Рецензент Allmusic сказал, что хотя Born Again не расширяет границы, тем не менее это «великолепная коллекция хард-роковых песен, которые звучат и чувствуют себя лучше чем большинство музыки 80-х».

## Born Again: Delvis Video Diaries
На все песни с Born Again были сняты видеоклипы. Наряду с закулисными съёмками и съёмками с записи альбома, они вошли в DVD «Born Again: Delvis Video Diaries».

## Список композиций
- Все песни написаны Джерри Диксоном, кроме отмеченных.

| №                   | Название                      | Автор(ы)                            | Длительность |
| ------------------- | ----------------------------- | ----------------------------------- | ------------ |
| 1.                  | «Devil's Juice»               | Джейми Сэйнт Джеймс, Эрик Тёрнер    | 3:27         |
| 2.                  | «Dirty Jack»                  |                                     | 4:01         |
| 3.                  | «Bourbon County Line»         | Диксон, Джеймс, Тёрнер              | 3:51         |
| 4.                  | «Hell, CA»                    | Диксон, Джеймс                      | 4:20         |
| 5.                  | «Angels»                      |                                     | 4:32         |
| 6.                  | «Love Strikes Like Lightning» |                                     | 3:56         |
| 7.                  | «Glimmer»                     | Джоуи Аллен, Диксон, Тёрнер, Джеймс | 3:31         |
| 8.                  | «Roller Coaster»              |                                     | 2:48         |
| 9.                  | «Down in Diamonds»            | Диксон, Тёрнер                      | 3:59         |
| 10.                 | «Velvet Noose»                | Диксон, Тёрнер                      | 3:01         |
| 11.                 | «Roxy»                        | Джеймс                              | 3:16         |
| 12.                 | «Good Times»                  |                                     | 4:09         |
| Общая длительность: | Общая длительность:           | Общая длительность:                 | 44:51        |

## Участники записи
- Джейми Сэйнт Джеймс — вокал
- Эрик Тёрнер — ритм-гитара, бэк-вокал
- Джерри Диксон — бас-гитара, бэк-вокал
- Джоуи Аллен — лид-гитара, бэк-вокал
- Стивен Свит — ударные, бэк-вокал
- Пэт Риган — клавишные, продюсер